# 定足数
定足数（ていそくすう、英: Quorum）は、合議制の機関が議事を開き、また議事を行うために必要な最小限度の出席者数をいう。なお、この意味の定足数を議事定足数というのに対して、表決数は議決定足数とも呼ばれる。

## 概要
本来、議事機関はその構成員全員が出席した上で運営されるべきものである。現実には全員の出席が難しいことも多いものの、極めて少数の構成員（議員）のみをもって議事を決することは不当である。そこで定足数が設けられる。
定足数は会議を開会する要件（議事を開く要件）であるとともに、会議を継続するための要件でもある。定足数を満たさずに行われた議事は無効である。

## 議会

### 国会
日本国憲法と国会法では、国会の定足数が定められている。
両議院の本会議の定足数は、憲法第56条第1項において「各々その総議員の三分の一」とされている。「総議員」については現在議員の総数であるとする説（現に会議に出席しうる状態にある者を指すべきで死亡・退職・辞任・除名等による欠員は除かれるべきである）と法定議員であるとする説（定足数は形式的で明確な数であるべきで現在議員とすれば紛議を生じさせるおそれがある）が対立しているが、先例はこの点について法定議員数であるとしている（昭和53年衆議院先例集217、昭和53年参議院先例録215）。
定足数は会議を開会するための要件である。衆議院規則では、出席議員が定足数に充たないときは、議長は相当の時間を経てこれを計算させ、計算2回に及んでも定足数に充たないときは延会しなければならないとする（衆議院規則第106条第1項）。また、参議院規則は出席議員が定足数に充たないときは議長は延会を宣告するとしている（参議院規則第84条第1項前段）。
先述のように定足数は会議を継続するための要件でもある。衆議院規則では会議中に定足数を欠くに至ったときは、議長は休憩を宣告し又は延会しなければならないとする（衆議院規則第106条第2項）。また、参議院規則は会議中に退席者があって定足数を欠くに至ったときは、議長は休憩又は延会を宣告することができる（参議院規則第84条第1項後段）とし、議員が会議中に定足数を欠いていると認めたときは、議長に出席議員の数を計算することを要求することができるとする（参議院規則第84条第3項）。なお、参議院規則では会議中に定足数を欠くに至るおそれがあると認めたときは、議長は議員の退席を禁じ又は議場外の議員に出席を要求することができるとしている（参議院規則第84条第2項）。
憲法第56条第1項において定足数が必要とされる「議事」についてであるが、諸般の報告や投票の点検については定足数の議院出席は必要とされない（昭和53年衆議院先例集216、昭和53年参議院先例録104）。
委員会の定足数については「その委員の半数以上」とされている（国会法第49条）。また、両議院の合同審査会においてその審査又は調査する事件について表決を行う場合の定足数については「各議院の常任委員の各々半数以上」とされている（常任委員会合同審査会規程第8条第2項）。
議事の定足数を満たさずに行われた議事は無効である。ただ、その認定は各議院に委ねられており、他の議院や内閣が議事の効力を争うことはできない。また、院の自律権に関する事項であるから司法権は及ばず裁判所が議決の効力を審査することもできない（最大判昭和37年3月7日民集16巻3号445頁参照）。
一般にはこの問題は事実問題とされ、議員からの計算の要求などといった特段の事情のない限り、議長（委員長）が会議を開いて議事を継続しているということは定足数を認定した結果であるとみなされることから議事は有効なものと解されている。

### 地方議会
地方自治法には、地方議会の定足数が定められている。
- 地方議会の定足数は議員の定数の半数（地方自治法第113条）。
- 特に重要な問題に関する議決については、定足数が加重される（地方自治法第178条3項など）。

## 会社の合議制機関
会社法では、会社の各種合議制機関について、定足数が定められている。
- 株式会社
  - 株主総会
    - 普通決議は、「議決権を行使することができる株主の議決権の過半数を有する株主が出席」して行うことを原則とする（会社法第309条第1項）。ただし、定款の定めにより定足数を排除することができる（同条項）。
      - しかし、「役員を選任し、又は解任する株主総会の決議」の定足数については、定款の定めによっても「議決権を行使することができる株主の議決権」の3分の1未満にすることはできない（会社法第341条）。

    - 株主総会の特別決議は、「当該株主総会において議決権を行使することができる株主の議決権の過半数…を有する株主が出席」して行うことを原則とする（会社法第309条第2項）。ただし、定款の定めにより、定足数を「当該株主総会において議決権を行使することができる株主の議決権」の3分の1まで引き下げることができる（同条項）。
    - 株主総会の特殊の決議については、定足数の定めはないものの議決要件が加重されている（会社法第309条第3項・第4項）。
    - 種類株主総会の決議については、「その種類の株式の総株主の議決権の過半数を有する株主が出席」を原則とする（会社法第324条第1項）。また、同条第2項所定の事項については、定足数を同株主の3分の1まで引き下げることができる（同条第2項）。

  - 取締役会設置会社における取締役会の定足数は議決に加わることができる取締役の過半数（会社法第369条第1項）。ただし、定款の定めにより加重することができる（同条項）。
  - 委員会設置会社における委員会の定足数は議決に加わることができるその委員の過半数（会社法第412条第1項）。ただし、定款の定めにより加重することができる（同条項）。
- 持分会社
  - 持分会社の社員が二人以上ある場合でも、合議体になるわけではないので、定足数は定められていない。社員が二人以上ある場合の持分会社の業務は、定款に別段の定めがある場合を除き、社員の過半数をもって決定する（会社法第590条第2項）。
- 特例有限会社
  - 会社法の施行に伴う関係法律の整備等に関する法律（整備法）第2条第1項の定めにより存続する株式会社（特例有限会社。会社法施行以前の有限会社。）については、株主総会に関する特例が設けられている。同法第14条第3項は、特例有限会社の株主総会について、定足数を定めず、決議要件を加重している。
    - 参照 - 会社法の施行に伴う関係法律の整備等に関する法律
第十四条
3　特例有限会社の株主総会の決議については、会社法第三百九条第二項中「当該株主総会において議決権を行使することができる株主の議決権の過半数（三分の一以上の割合を定款で定めた場合にあっては、その割合以上）を有する株主が出席し、出席した当該株主の議決権の三分の二」とあるのは、「総株主の半数以上（これを上回る割合を定款で定めた場合にあっては、その割合以上）であって、当該株主の議決権の四分の三」とする。